# IC 5189
IC 5189 је појединачна звијезда у сазвјежђу Водолија која се налази на листи објеката дубоког неба у Индекс каталогу.
Деклинација објекта је - 5° 0' 17" а ректасцензија 22h 16m 14,2s.